# Wiktor Nikolajewitsch Ljoskin
Wiktor Nikolajewitsch Ljoskin (russisch Виктор Николаевич Лёскин, wiss. Transliteration Viktor Nikolaevič Lëskin; * 27. Oktober 1953 in Kulebaki; † 2. Mai 2002 in Nischni Nowgorod) war ein sowjetischer Eisschnellläufer.

## Werdegang
Ljoskin, der für den Trud Gorky aus Nischni Nowgorod startete, errang  bei sowjetischen Meisterschaften einmal den zweiten Platz sowie zweimal den dritten Rang. Zudem wurde er der Saison 1976/77 über 10.000 m sowjetischer Meister und lief dabei in Almaty mit einer Zeit von 14:34,33 Minuten einen neuen Weltrekord, welchen er bis zum Februar 1980 hielt. Bei der Mehrkampfweltmeisterschaft 1977 in Heerenveen kam er auf den 14. Platz im Großen Vierkampf. In den folgenden Jahren belegte er bei der Mehrkampfweltmeisterschaft 1978 in Göteborg auf den sechsten Platz, bei der Mehrkampfweltmeisterschaft 1979 in Oslo auf den fünften Rang und bei der Mehrkampfeuropameisterschaft 1979 in Deventer auf den vierten Platz im Großen Vierkampf. In seiner letzten Saison als aktiver Sportler 1979/80 erreichte er bei der Mehrkampfweltmeisterschaft 1980 in Heerenveen den 11. Platz im Großen Vierkampf und bei den Olympischen Winterspielen 1980 in Lake Placid den 11. Platz über 5000 m sowie den siebten Rang über 10.000 m.

## Erfolge

### Olympische Spiele
- 1980 Lake Placid: 7. Platz 10.000 m, 11. Platz 5000 m

### Mehrkampf-Weltmeisterschaften
- 1977 Heerenveen: 14. Platz Großer Vierkampf
- 1978 Göteborg: 6. Platz Großer Vierkampf
- 1979 Oslo: 5. Platz Großer Vierkampf
- 1980 Heerenveen: 11. Platz Großer Vierkampf

### Mehrkampf-Europameisterschaften
- 1979 Deventer: 4. Platz Großer Vierkampf

## Persönliche Bestleistungen
| Disziplin | Zeit         | Datum             | Ort    |
| --------- | ------------ | ----------------- | ------ |
| 500 m     | 39,86 s      | 28. Dezember 1979 | Almaty |
| 1000 m    | 1:19,60 min  | 12. März 1977     | Almaty |
| 1500 m    | 1:59,61 min  | 29. Dezember 1979 | Almaty |
| 3000 m    | 4:12,35 min  | 11. März 1977     | Almaty |
| 5000 m    | 7:05,51 min  | 29. Dezember 1980 | Almaty |
| 10.000 m  | 14:34,33 min | 3. April 1977     | Almaty |